# Obterre
Obterre ist eine Gemeinde in Frankreich. Sie gehört zur Region Centre-Val de Loire, zum Département Indre, zum Arrondissement Le Blanc und zum Kanton Le Blanc. Die Einwohner heißen Obterrois.
Obterre liegt am Fluss Aigronne. Die Gemeinde grenzt im Nordwesten an Saint-Flovier, im Norden an Cléré-du-Bois, im Osten an Paulnay, im Süden an Azay-le-Ferron, im Südwesten an Bossay-sur-Claise und im Westen an Charnizay. Zu Obterre gehören neben der Hauptsiedlung auch die Weiler Les Michauds, Les Betrands und Le Liron.
Der Parc zoologique de la Haute-Touche in Obterre ist eine Außenstation des Muséum national d’histoire naturelle.

## Bevölkerungsentwicklung
| Jahr      | 1962 | 1968 | 1975 | 1982 | 1990 | 1999 | 2008 | 2015 |
| --------- | ---- | ---- | ---- | ---- | ---- | ---- | ---- | ---- |
| Einwohner | 484  | 429  | 315  | 280  | 277  | 267  | 324  | 214  |